# Rockmond Dunbar
Pour les articles homonymes, voir Dunbar (homonymie).
Rockmond Dunbar est un acteur américain né le 11 janvier 1973 à Oakland en Californie.

## Biographie
Rockmond Dunban est né à Oakland, dans l'état américain de Californie, le 11 janvier 1973.  

### Carrière
Rockmond a fait ses débuts dans Misery Loves Company en 1993. Il s'est fait connaître grâce à son rôle de Benjamin Miles Franklin dans la série Prison Break, puis il a interprété le rôle de l'agent superviseur du FBI Dennis Abbot à partir du milieu de la Saison 6 pendant deux saisons, entre 2013 et 2015, dans la série de la chaîne CBS Mentalist.
En octobre 2017, il rejoint le casting principal de la série télévisée 9-1-1 créée par Ryan Murphy et Brad Falchuk dans le rôle de Michael Grant. La série est diffusée depuis le 3 janvier 2018 sur la Fox,.

## Vie privée
Il est en couple avec Maya Dunbar depuis 2012. Le 30 décembre 2012, il se fiance après 2 mois de relation[réf. souhaitée]. En décembre 2013, il devient papa d'une fille appelée Berkeley Soon Dunbar. En janvier 2016, il devient père d'un garçon appelé Czar Rockmond Dunbar.

## Filmographie

### Cinéma
- 2005 : Kiss Kiss Bang Bang : M. Fire
- 2009 : Notorious B.I.G. : un rappeur
- 2018 : City of Lies de Brad Furman : Dreadlocks
- 2018 : Edge of Fear de Bobby Roth : Mike Dwyer
- 2025 : One Spoon of Chocolate de RZA
- 2025 : À bout (Straw) de Tyler Perry : Chief Wilson

### Télévision
- 1994 : Earth 2 : Baines
- 2000 : Soul Food : Les Liens du sang : Kenny Chadway
- 2004 : North Shore : Hôtel du Pacifique : Agent Fernley
- 2005 - 2009, 2017 : Prison Break : Benjamin Miles « C-Note » Franklin (principal saison 2 ; récurrent saisons 1 et 5 ; invité saison 4)
- 2007 : Shark
- 2007 : Grey's Anatomy : Sean (saison 4, épisode 7)
- 2010 : Les Experts : Miami
- 2010 : The Defenders
- 2010 : Terriers : Détective Mark Gustafson
- 2010 : Private Practice (saison 4, épisode 6) : Jacob Deever
- 2011 : The Chicago Code
- 2011 : The Closer : L.A. enquêtes prioritaires
- 2011 - 2013 : Sons of Anarchy : "Eli Roosevelt" shérif de Charming
- 2012 : Un goût de romance (A Taste of Romance) : Danny Marsh
- 2013-2015 : Mentalist (depuis l'épisode 7 de la saison 6) : agent spécial Dennis "Nick" Abbott[4].
- 2014 : Curve Ball : James
- 2016 : The Path : Détective Abe Gaines
- 2017 : Scorpion : Scotty (saison 3 épisodes 23, 24 et 25)
- 2018 - 2021 : 9-1-1 : Michael Grant (rôle principal)

Jeux Vidéo
- 2010 : Prison Break: The Conspiracy

## Voix francophones
En version française, Gilles Morvan est la voix régulière de Rockmond Dunbar dans la quasi-totalité de ses apparitions.
En France
- Gilles Morvan[5] dans :
  - Prison Break (série télévisée)
  - Shark (série télévisée)
  - Grey's Anatomy (série télévisée)
  - Les Experts : Miami (série télévisée)
  - Prison Break: The Conspiracy (jeu vidéo - voix)
  - Private Practice (série télévisée)
  - The Defenders (série télévisée)
  - Terriers (série télévisée)
  - Chicago Code (série télévisée)
  - The Closer : L.A. enquêtes prioritaires (série télévisée)
  - Sons of Anarchy (série télévisée)
  - Un goût de romance (téléfilm)
  - Mentalist (série télévisée)
  - The Path (série télévisée)
  - Scorpion (série télévisée)
  - 9-1-1 (série télévisée)
  - New York, police judiciaire (série télévisée)
  - À bout

Et aussi
- Jean-Paul Pitolin dans Kiss Kiss Bang Bang[6]